# Sieńkawa (sielsowiet Kniażyce)
Sieńkawa (biał. Сенькава; ros. Сеньково) – wieś na Białorusi, w obwodzie mohylewskim, w rejonie mohylewskim, w sielsowiecie Kniażyce, nad Łachwą.